# Herrarnas lagtävling i backhoppning vid olympiska vinterspelen 2002
Herrarnas lagtävling i backhoppning vid de olympiska vinterspelen 2002 i Park City i Utah i USA hölls den 18 februari 2002 vid Utah Olympic Park.

## Lagtävling
| Spel       | Guld                                                                         | Silver                                                                              | Brons                                                                   |
| Lagtävling | Tyskland · Sven Hannawald · Stephan Hocke · Michael Uhrmann · Martin Schmitt | Finland · Matti Hautamäki · Veli-Matti Lindström · Risto Jussilainen · Janne Ahonen | Slovenien · Damjan Fras · Primoz Peterka · Robert Kranjec · Peter Žonta |

## Resultat
| Placering | Tävlande                                                                          | 1 hoppet                | 1 hoppet                      | 2 hoppet                | 2 hoppet                      | Totalpoäng                    |
| Placering | Tävlande                                                                          | Längd                   | Poäng                         | Längd                   | Poäng                         | Totalpoäng                    |
| --------- | --------------------------------------------------------------------------------- | ----------------------- | ----------------------------- | ----------------------- | ----------------------------- | ----------------------------- |
| 1         | Tyskland Sven Hannawald Stephan Hocke Michael Uhrmann Martin Schmitt              | 123,0 118,5 128,0 131,5 | 498,8 121,9 109,8 129,4 137,7 | 120,5 119,5 125,0 123,5 | 475,3 116,9 113,1 124,0 121,3 | 974,1 238,8 222,9 253,4 259,0 |
| 2         | Finland Matti Hautamäki Veli-Matti Lindström Risto Jussilainen Janne Ahonen       | 126,0 115,0 124,5 129,0 | 489,1 126,8 105,0 123,6 133,7 | 125,0 116,5 126,0 125,5 | 484,9 122,5 107,7 127,8 126,9 | 974,0 249,3 212,7 251,4 260,6 |
| 3         | Slovenien Damjan Fras Primož Peterka Robert Kranjec Peter Žonta                   | 120,0 118,5 133,0 121,5 | 483,9 112,5 112,8 140,4 118,2 | 113,0 121,5 124,5 124,0 | 462,4 97,9 118,7 124,1 121,7  | 946,3 210,4 231,5 264,5 239,9 |
| 4.        | Österrike Stefan Horngacher Andreas Widhölzl Wolfgang Loitzl Martin Höllwarth     | 121,0 120,0 123,0 121,5 | 472,4 116,8 115,5 121,4 118,7 | 115,5 117,0 122,5 123,0 | 454,4 104,9 108,6 118,5 122,4 | 926,8 221,7 224,1 239,9 241,1 |
| 5.        | Japan Harada Maszahiko Jamada Hiroki Mijahira Hideharu Funaki Kazujosi            | 119,5 111,0 125,5 126,5 | 465,5 115,6 96,3 125,9 127,7  | 114,5 117,5 124,5 126,0 | 460,5 104,1 110,5 118,6 127,3 | 926,0 219,7 206,8 244,5 255,0 |
| 6.        | Polen Robert Mateja Tomisław Tajner Tomasz Pochwała Adam Małysz                   | 114,5 109,0 117,0 128,5 | 435,2 104,1 90,2 108,6 132,3  | 106,0 109,5 118,5 124,0 | 412,9 87,3 93,1 109,8 122,7   | 848,1 191,4 183,3 218,4 255,0 |
| 7.        | Schweiz Marco Steinauer Sylvain Freiholz Andreas Küttel Simon Ammann              | 99,5 109,0 121,5 128,5  | 417,8 74,1 92,2 118,2 133,3   | 96,0 102,5 121,5 130,0  | 400,5 66,3 79,5 118,2 136,5   | 818,3 140,4 171,7 236,4 269,8 |
| 8.        | Sydkorea Cshö Hungcshol Cshö Jongdzsik Kim Hjongi Kang Cshilku                    | 112,5 111,0 111,5 114,5 | 395,6 98,5 95,8 97,7 103,6    | 115,5 110,5 107,0 122,0 | 406,0 104,9 95,4 88,1 117,6   | 801,6 203,4 191,2 185,8 221,2 |
| 9.        | Norge Tommy Ingebrigtsen Lars Bystøl Anders Bardal Roar Ljøkelsøy                 | 110,5 111,5 121,0 112,0 | 404,5 93,9 96,7 115,8 98,1    | 109,5 102,5 117,5 116,5 | 386,3 92,1 78,0 109,0 107,2   | 790,8 186,0 174,7 224,8 205,3 |
| 10.       | Frankrike Emmanuel Chedal Rémi Santiago Florentin Durand Nicolas Dessum           | 108,5 117,0 100,0 113,5 | 370,7 90,3 106,6 73,5 100,3   | 115,0 113,5 101,0 116,0 | 384,4 103,0 99,8 76,3 105,3   | 755,1 193,3 206,4 149,8 205,6 |
| 11.       | USA Brian Welch Tommy Schwall Clint Jones Alan Alborn                             | 95,5 105,0 117,5 120,5  | 372,8 63,9 84,0 109,5 115,4   | 93,5 102,0 114,0 120,0  | 355,6 60,3 78,6 102,7 114,0   | 728,4 124,2 162,6 212,2 229,4 |
| 12.       | Tjeckien Jan Matura Michal Doležal Jan Mazoch Jakub Janda                         | 99,0 107,0 119,5 109,5  | 368,0 72,7 88,1 113,6 93,6    | 95,5 102,0 111,5 120,5  | 356,6 64,9 78,1 96,7 116,9    | 724,6 137,6 166,2 210,3 210,5 |
| 13.       | Kazakstan Makszim Polunyin Sztanyiszlav Filimonov Alekszandr Korobov Pavel Gajduk | – 113,5 101,5 108,0     | 265,4 kiz. 99,8 77,7 87,9     | 112,0 96,0 113,0        | 355,7 51,5 97,1 65,3 98,9     | 621,1 94,4 196,9 143,0 186,8  |